# Canton du Faouët
Le canton du Faouët est une ancienne division administrative française, située dans le département du Morbihan et la région Bretagne.

## Composition
Le canton du Faouët regroupait les communes suivantes :
| Nom                   | Code Insee | Intercommunalité         | Superficie (km2) | Population (dernière pop. légale) | Densité (hab./km2) |
| --------------------- | ---------- | ------------------------ | ---------------- | --------------------------------- | ------------------ |
| Le Faouët (chef-lieu) | 56057      | CC Roi Morvan Communauté | 34,03            | 2 819 (2014)                      | 83                 |
| Berné                 | 56014      | CC Roi Morvan Communauté | 34,77            | 1 510 (2014)                      | 43                 |
| Guiscriff             | 56081      | CC Roi Morvan Communauté | 85,46            | 2 228 (2014)                      | 26                 |
| Lanvénégen            | 56105      | CC Roi Morvan Communauté | 29,42            | 1 167 (2014)                      | 40                 |
| Meslan                | 56131      | CC Roi Morvan Communauté | 37,13            | 1 416 (2014)                      | 38                 |
| Priziac               | 56182      | CC Roi Morvan Communauté | 44,63            | 995 (2014)                        | 22                 |

## Représentation

### Conseillers généraux de 1833 à 2015
| Période   | Période               | Identité                                | Étiquette             | Qualité |
| --------- | --------------------- | --------------------------------------- | --------------------- | --- |
| 1833      | 1845                  | Paul Jean Nayel (1798-1889)             | Opposition            | Médecin, officier de santé au Faouët |
| 1845      | 1848                  | Augustin Bargain (1793-1865)            | Conservateur          | Notaire, maire du Faouët |
| 1848      | 1852                  | Armand Joseph Harrington                |                       | Propriétaire du château de Kerandraon à Guiscriff puis directeur des contributions indirectes à Châteaulin                                         |
| 1852      | 1867 (décès)          | Louis Legoarant de Tromelin             |                       | Contre-amiral |
| 1867      | 1886 (décès)          | Théodule Marie Eugène Revel (1808-1886) | Républicain           | Propriétaire au Faouët, sous-chef au Ministère de l'Intérieur Ancien Sous-Préfet de Pontivy                                                        |
| 1886      | 1904 (décès)          | Albert Cadoret                          | Républicain           | Notaire - Propriétaire au Faouët |
| 1904      | 1919                  | Victor Robic                            | URD                   | Avocat au barreau de Lorient Maire du Faouët Député (1914-1928)                                                                                    |
| 1919      | 1924 (décès)          | Joseph-René Fortune                     | Union républicaine    | Juge de paix - Maire du Faouët |
| 1924      | 1940                  | Jean-Joseph Ansquer                     | Rad.                  | Propriétaire-agriculteur à Lanvénégen |
|           |                       |                                         |                       | |
| 1943      | 1945                  | Vincent Riguidel                        |                       | Marchand de vins en gros, ancien conseiller d'arrondissement Maire du Faouët Nommé conseiller départemental en 1943                                |
| 1943      | 1945                  | Jean Sylvestre                          |                       | Agriculteur Maire de Guiscriff Nommé conseiller départemental en 1943                                                                              |
|           |                       |                                         |                       | |
| 1945      | 1974 (décès)          | Paul Ihuel                              | RIAS puis MRP puis CD | Agriculteur Député (1936-1940 et 1945-1974) Maire de Berné (1947-1974) Président du Conseil Général (1946-1964) Sous Secrétaire d'État (1949-1950) |
| 1974      | 1978 (démission)      | Paul Lavolé                             | RI                    | Maire de Priziac |
| 1978      | 1980 (décès)          | Roger Costerec                          | DVD                   | Maire de Berné |
| 1980      | 2008                  | Roland Duclos                           | DVD                   | Entrepreneur Maire de Berné |
| 2008      | mars 2014 (démission) | Pierre Pouliquen                        | PS                    | Agent de La Poste - conseiller municipal de Le Faouët Conseiller régional                                                                          |
| mars 2014 | 2015                  | Ghislaine Langlet                       | DVG                   | Artisan dans la transformation et la commercialisation du poisson, Guiscriff Elue en 2015 dans le Canton de Gourin                                 |

Un nouveau découpage territorial du Morbihan entre en vigueur à l'occasion des élections départementales de 2015. Il est défini par le décret du 21 février 2014, en application des lois du 17 mai 2013 (loi organique 2013-402 et loi 2013-403).

En vertu de ce nouveau découpage, le canton du Faouët fusionne avec ceux de Cléguérec, de Gourin et de Guémené-sur-Scorff pour former le nouveau canton de Gourin, dont le bureau centralisateur est situé à Gourin.

### Conseillers d'arrondissement (de 1833 à 1940)
À partir de 1925, le canton du Faouët avait deux conseillers d'arrondissement.
| Période | Période           | Identité              | Étiquette           | Qualité |
| ------- | ----------------- | --------------------- | ------------------- | --- |
| 1833    |                   | François Noël Hervéou |                     | Maire de Guiscriff                                                                                          |
|         |                   |                       |                     | |
|         | 1890 (démission)  | Léopold Bargain       |                     | Notaire au Faouët                                                                                           |
|         |                   |                       |                     | |
| 1895    | 1901              | Maurice Le Dorven     | Républicain         | Greffier de la justice de paix au Faouët                                                                    |
| 1901    | 1907              | Pierre Sylvestre      | Radical             | Propriétaire agriculteur à Meslan                                                                           |
| 1907    | 1913              | Louis Picarda         | Républicain libéral | Propriétaire, maire de Meslan                                                                               |
| 1913    | 1925              | Barthélemy Perron     | Républicain libéral | Agriculteur, adjoint au maire de Meslan                                                                     |
| 1913    | 1925              | Pierre Le Cohu        | Républicain libéral | Maire de Priziac                                                                                            |
| 1925    | 1931              | Vincent Riguidel      | URD                 | Marchand de vins en gros, maire du Faouët                                                                   |
| 1925    | 1925 (annulation) | M. Dupont             | Conservateur        | Propriétaire, adjoint au maire de Guiscriff                                                                 |
| 1925    | 1931              | Louis Couïc           | URD                 | Propriétaire à Saint-Yvinet, Guiscriff                                                                      |
| 1931    | 1937              | Joseph Le Digabel     | Républicain radical | Maire de Guiscriff                                                                                          |
| 1931    | 1937              | Jean Violo            | Républicain radical | Propriétaire cultivateur à Kerballec, Faouët                                                                |
| 1937    | 1940              | M. Le Bail            | Républicain modéré  | Conseiller municipal du Faouët                                                                              |
| 1937    | 1940              | François Le Bec       | Républicain modéré  | Maire de Priziac                                                                                            |
| 1940    |                   |                       |                     | Les conseils d'arrondissement ont été suspendus par la loi du 12 octobre 1940 et n'ont jamais été réactivés |

## Démographie
| 1962   | 1968   | 1975   | 1982   | 1990   | 1999  | 2006  | 2011   | 2012   |
| ------ | ------ | ------ | ------ | ------ | ----- | ----- | ------ | ------ |
| 13 906 | 12 826 | 11 893 | 11 408 | 10 495 | 9 875 | 9 971 | 10 365 | 10 342 |